# 387

387(삼백팔십칠)은 386보다 크고 388보다 작은 자연수다.

## 수학
- 합성수로, 그 약수는 1, 3, 9, 43, 129, 387이다. 진약수의 합은 185이므로, 387은 부족수다.
- {\displaystyle 44^{2}-1}은 387로 나누어떨어진다.

## 과학
- NGC 387(영어판): 물고기자리 방향에 있는 타원 은하.

## 교통
- 일본 387번 국도(일본어판): 오이타현 우사시에서 구마모토현 구마모토시 기타구까지 이어지는 일본의 국도.
- 현도 제387호선

## 군사
- U-387(영어판, 독일어판): 제2차 세계 대전에 사용된 나치 독일의 군용 잠수함.

## 문화유산
- 대한민국의 보물 제387호: 양주 회암사지 선각왕사비
- 대한민국의 사적 제387호: 공주 우금치 전적

## 기타
- 연도: 387년, 기원전 387년